# Río Kahayan
El río Kahayan, o Gran Río Dayak, es el segundo río más grande después del río Barito en Kalimantan Central, una provincia de Indonesia en Kalimantan - la parte indonesia de la isla de Borneo. Tiene una longitud total de 658 km y una cuenca de drenaje de 15.500 km² en Kalimantan del Sur, Indonesia. Su caudal medio anual es de 1.178 m³/s. La capital de la provincia, Palangkaraya, está situada a orillas del río. Los principales habitantes son los dayaks, que cultivan arroz de tala y quema y buscan oro en el curso superior. El curso bajo del Kayahan fluye a través de un rico e inusual entorno de bosques pantanosos de turba, que se ha visto gravemente degradado por un infructuoso programa para convertir gran parte de la zona en arrozales, agravado por la silvicultura legal e ilegal.

## Geografía

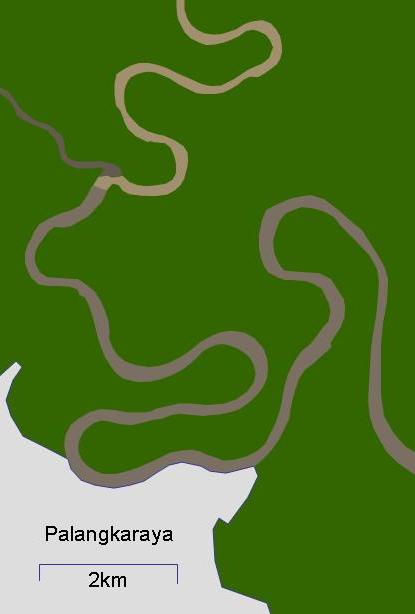
Río Kahayan, al norte de Palangkaraya. El río serpentea en la mayor parte de su recorrido y a menudo cambia de cauce.

El río Kahayan al norte de Palangkaraya. El río serpentea en la mayor parte de su recorrido y a menudo cambia de cauce.
Kalimantan Central ocupa 153.800 km², con un 82% de selva tropical y no más de un 3% de tierras agrícolas. La parte norte de la provincia es montañosa, la zona central tiene bosques tropicales llanos y fértiles y la zona sur es pantanosa. Los bosques proporcionan ratán, resina y maderas de alta calidad. El clima es cálido y húmedo, y suele rondar los 30° la mayor parte del año. Las precipitaciones anuales oscilan entre 2.800 y 3.400 mm.
El río Kahayan nace en las montañas septentrionales y serpentea 658 km hacia el sur por las llanuras hasta desembocar en el mar de Java. Las mareas se sienten entre 50 y 80 km tierra adentro desde el mar. Un estudio halló 28 especies de peces en todo el río, 44 especies en el lago Danau Sabuah y 12 especies en los estanques piscícolas tradicionales. Los humedales ribereños eran las principales zonas de desove. Los pescadores informan de una disminución de los rendimientos debido a problemas con la calidad del agua.

## El bosque pantanoso de turba y el megaproyecto del arroz

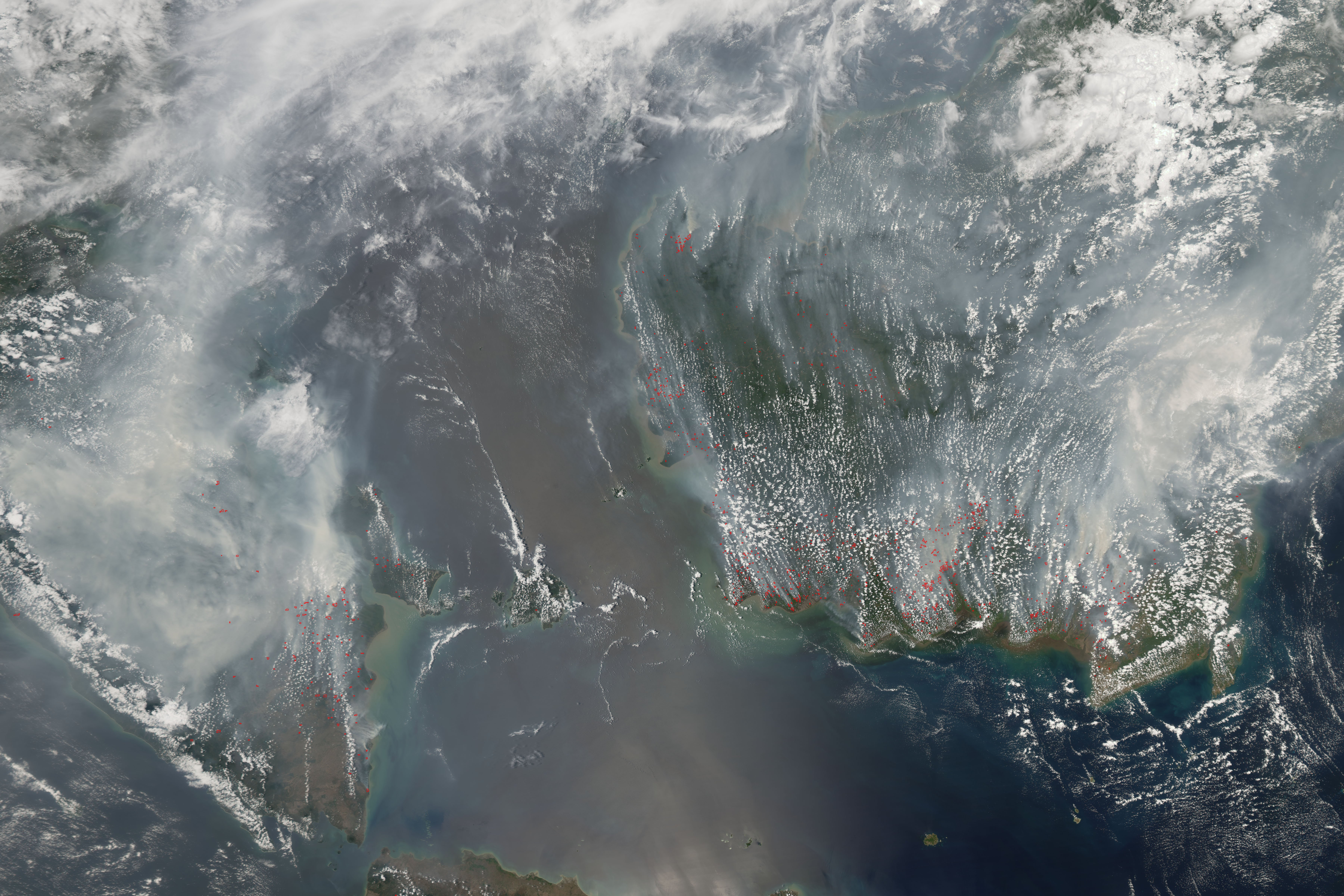
Humo de incendios agrícolas y forestales en Sumatra (izquierda) y Borneo (derecha) a finales de septiembre y principios de octubre de 2006.

El curso bajo del río Kahayan atravesaba una enorme zona de bosque pantanoso de turba, un ecosistema inusual que alberga muchas especies únicas o raras, como los orangutanes, así como árboles de crecimiento lento pero valiosos. El bosque pantanoso de turba es un ecosistema dual, con diversos árboles tropicales que se alzan sobre una capa de 10 a 12 m de profundidad de material vegetal parcialmente descompuesto y anegado, que a su vez cubre un suelo relativamente infértil. Antes de 1997, los bosques pantanosos de turba se estaban talando lentamente para la agricultura a pequeña escala y las plantaciones, pero la mayor parte de la cubierta original permaneció.
En 1996, el gobierno puso en marcha el magaproyecto del arroz, cuyo objetivo era convertir un millón de hectáreas de bosques pantanosos de turba en arrozales. Entre 1996 y 1998 se excavaron más de 4.000 km de canales de drenaje e irrigación, y se inició la deforestación, en parte mediante talas legales e ilegales y en parte mediante quemas. Resultó que los canales drenaban los bosques de turba en lugar de regarlos. Mientras que los bosques solían inundarse hasta 2 m de profundidad en la estación lluviosa, ahora su superficie está seca en todas las épocas del año. El gobierno ha abandonado el Mega Proyecto del Arroz pero la turba seca es vulnerable a los incendios, que siguen produciéndose a gran escala.

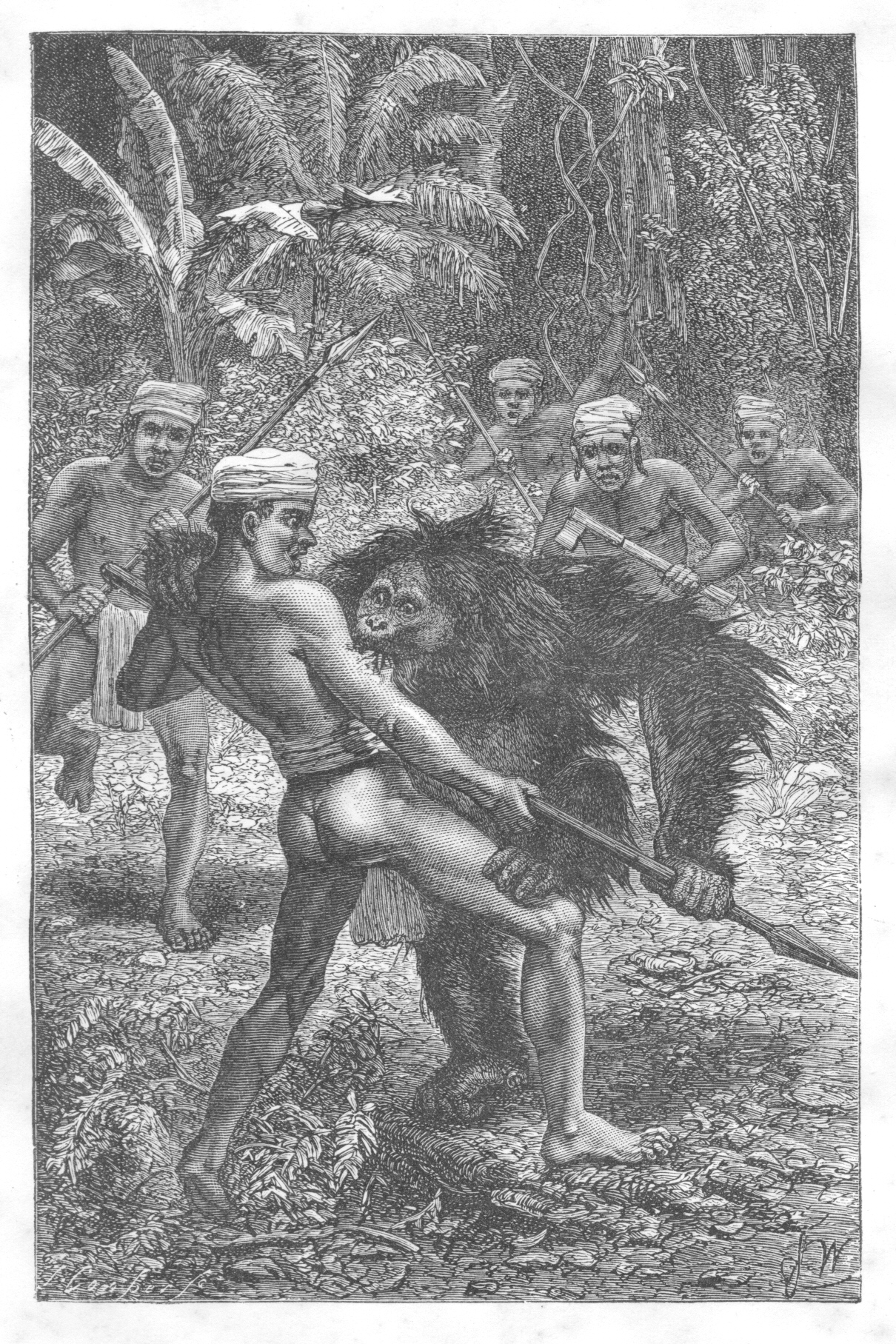
Orangután atacado por dayaks. Ilustración victoriana.

La destrucción de los bosques de turba está provocando la contaminación de los ríos por ácido sulfúrico. En las estaciones lluviosas, los canales vierten aguas ácidas con una elevada proporción de sulfato pirítico en el río Kahayan hasta 150 km aguas arriba de la desembocadura. Este puede ser un factor que contribuya a la disminución de las capturas.

## Kelompok Hutan Kahayan o bosque de Sabangau
Hutan Kahaylan (2°33′S 113°42′E / -2.55, 113.7) es un bosque pantanoso de turba de unas 150.000 hectáreas entre los ríos Kastingen y Kahayan que hasta ahora ha sido el menos afectado por el megaproyecto del arroz, aunque ha sufrido graves daños. Al estar cerca de la capital regional, Palangkaraya, sigue estando en peligro. Entre las especies de aves vulnerables se encuentran la paloma verde grande (Treron capellei) y posiblemente la cigüeña de Storm (Ciconia stormi) y el marabú menor (Leptoptilus javanicus). El bosque de Sabangau se centra en el río Sabangau, de aguas negras. Ya no existe una cubierta forestal continua por la que los orangutanes puedan cruzar este río. El bosque ha sufrido graves daños debido a la silvicultura legal e ilegal, pero la parte occidental está ahora protegida como Parque Nacional o Área Nacional de Investigación de Laboratorios. Con una población humana relativamente pequeña, hay esperanzas de que esta zona del bosque se recupere. La parte oriental, más dañada, entre el Sabangau y el Kayahan, sigue estando oficialmente designada para la agricultura, aunque no se están haciendo más esfuerzos para que sea apta para este fin.